# الله يارلو
الله يارلو (بالإنجليزية: Allah Yarlu)‏ هي مستوطنة تقع في قسم انغوت الغربي الريفي (مقاطعة غرمي) في إيران. يقدر عدد سكانها بـ 93 نسمة .